# سعد الشولة
- سعد الشولة: تأخذ أربعة أيام من نهاية الشهر الأخير للخريف وتبدأ يوم 26 نوفمبر الي غاية 08 ديسمبرو يقال عنها ( إذا جاء المطر في الشولة وجد المطامر للعولة ). أي أن المحصول الزراعي يكـون وافرا.[1]